# Neohebestola luchopegnai
Neohebestola luchopegnai es una especie de escarabajo longicornio del género Neohebestola, tribu Forsteriini, subfamilia Lamiinae. Fue descrita científicamente por Martins & Galileo en 1989.
La especie se mantiene activa durante los meses de octubre y noviembre.

## Descripción
Mide 8,2-14 milímetros de longitud.

## Distribución
Se distribuye por Chile.